# NGC 3845
NGC 3845是一个位于狮子座的透鏡狀星系，距离地球2.7亿光年，1831年3月17日由約翰·赫歇爾发现，属于獅子座星系團。